# Eocallionymus papilio
Eocallionymus papilio es una especie de peces de la familia Callionymidae en el orden de los Perciformes.

## Morfología
• Los machos pueden llegar alcanzar los 10 cm de longitud total.

## Hábitat
Es un pez de mar de clima templado y asociado a los  arrecifes de coral que vive hasta los 50 m de profundidad

## Distribución geográfica
Se encuentra al sur de Australia: desde el sur de Australia Occidental hasta Nueva Gales del Sur y Tasmania.

## Observaciones
Es inofensivo para los humanos